# Yeollin-minju-Partei
Die Yeollin-minju-Partei (Koreanisch: 열린민주당, Transliteration: Yeollin-minju-dang, direkt ins Deutsche übersetzt: Offene Demokratische Partei) ist eine sozialliberale Partei in Südkorea. Sie wurde im Vorfeld der Parlamentswahl in Südkorea 2020 gegründet und gilt als Satellitenpartei der Deobureo-minju-Partei auch wenn sie sich selbst nicht so versteht. Zahlreiche Politiker und Aktivisten, welche auf den Kandidatenlisten der DMP keine Plätze erhielten, traten der YMP bei.
Im Zuge der COVID-19-Pandemie in Südkorea möchte die Partei jedem Bürger über 18 Jahren 500.000 Won (408 US-Dollar) zur Verfügung stellen.

## Wahlergebnisse
| Wahl                | Wahl        | Stimmen   | %   | Mandate |
| ------------------- | ----------- | --------- | --- | ------- |
| Parlamentswahl 2020 | Parteiliste | 1.512.763 | 5,4 | 3 / 47  |